# Tulipa hageri
Tulipa hageri là một loài thực vật có hoa trong họ Liliaceae. Loài này được Heldr. miêu tả khoa học đầu tiên năm 1874.